# Sangyeok-dong
Sangyeok-dong (koreanska: 산격동)  är en stadsdel i staden Daegu i den centrala delen av Sydkorea, 240 km sydost om huvudstaden Seoul. Den ligger i stadsdistriktet Buk-gu.

## Indelning
Administrativt är Sangyeok-dong indelat i:
| Namn    | Namn                 | Yta km² | Invånare 31 dec 2020 |
| ------- | -------------------- | ------- | -------------------- |
| 산격1동 | Sangyeok 1(il)-dong  | 0,91    | 9 647                |
| 산격2동 | Sangyeok 2(i)-dong   | 2,29    | 11 229               |
| 산격3동 | Sangyeok 3(sam)-dong | 0,80    | 10 095               |
| 산격4동 | Sangyeok 4(sa)-dong  | 0,74    | 8 778                |